# گریگوو
گریگوو (به چکی: Grygov) یک منطقهٔ مسکونی در جمهوری چک است که در ناحیه اولومووتس واقع شده‌است.
 گریگوو ۱۲٫۷۴ کیلومتر مربع مساحت و ۱٬۴۶۸ نفر جمعیت دارد و ۲۰۶ متر بالاتر از سطح دریا واقع شده‌است.